# Emily Osment/Diskografie
Diese Diskografie ist eine Übersicht über die musikalischen Werke der US-amerikanischen Pop-Rock-Sängerin Emily Osment und ihres Pseudonyms Bluebiird. Ihre erfolgreichsten Veröffentlichungen sind die Charthits Let’s Be Friends und Lovesick.

## Alben

### Studioalben
| Jahr | Titel Musiklabel                      | Höchstplatzierung, Gesamtwochen, AuszeichnungChartplatzierungen (Jahr, Titel, Musiklabel, Platzierungen, Wochen, Auszeichnungen, Anmerkungen) | Höchstplatzierung, Gesamtwochen, AuszeichnungChartplatzierungen (Jahr, Titel, Musiklabel, Platzierungen, Wochen, Auszeichnungen, Anmerkungen) | Höchstplatzierung, Gesamtwochen, AuszeichnungChartplatzierungen (Jahr, Titel, Musiklabel, Platzierungen, Wochen, Auszeichnungen, Anmerkungen) | Anmerkungen                            |
| Jahr | Titel Musiklabel                      | DE | UK | US | Anmerkungen                            |
| ---- | ------------------------------------- | --- | --- | --- | -------------------------------------- |
| 2010 | Fight or Flight Wind-Up Records (EMI) | — | — | US170 (1 Wo.)US | Erstveröffentlichung: 15. Oktober 2010 |

### EPs
| Jahr | Titel Musiklabel                           | Höchstplatzierung, Gesamtwochen, AuszeichnungChartplatzierungen (Jahr, Titel, Musiklabel, Platzierungen, Wochen, Auszeichnungen, Anmerkungen) | Höchstplatzierung, Gesamtwochen, AuszeichnungChartplatzierungen (Jahr, Titel, Musiklabel, Platzierungen, Wochen, Auszeichnungen, Anmerkungen) | Höchstplatzierung, Gesamtwochen, AuszeichnungChartplatzierungen (Jahr, Titel, Musiklabel, Platzierungen, Wochen, Auszeichnungen, Anmerkungen) | Anmerkungen                              |
| Jahr | Titel Musiklabel                           | DE | UK | US | Anmerkungen                              |
| ---- | ------------------------------------------ | --- | --- | --- | ---------------------------------------- |
| 2009 | All the Right Wrongs Wind-Up Records (EMI) | — | — | US117 (4 Wo.)US | Erstveröffentlichung: 26. Oktober 2009   |
| 2019 | When I Loved You Selbstverlag              | — | — | — | Erstveröffentlichung: 27. September 2019 |

## Singles

### Als Leadsängerin
| Jahr          | Titel Album                                                                                                | Höchstplatzierung, Gesamtwochen, AuszeichnungChartplatzierungen (Jahr, Titel, Album, Platzierungen, Wochen, Auszeichnungen, Anmerkungen) | Höchstplatzierung, Gesamtwochen, AuszeichnungChartplatzierungen (Jahr, Titel, Album, Platzierungen, Wochen, Auszeichnungen, Anmerkungen) | Höchstplatzierung, Gesamtwochen, AuszeichnungChartplatzierungen (Jahr, Titel, Album, Platzierungen, Wochen, Auszeichnungen, Anmerkungen) | Anmerkungen                                                    |
| Jahr          | Titel Album                                                                                                | DE | UK | US | Anmerkungen                                                    |
| ------------- | --- | --- | --- | --- | -------------------------------------------------------------- |
| 2007          | I Don’t Think About It R. L. Stine’s Und wieder schlägt die Geisterstunde: Das Monster, das ich rief (DVD) | — | — | — | Erstveröffentlichung: 21. August 2007                          |
| 2008          | If I Didn’t Have You Disneymania 6 (Sampler)                                                               | — | — | — | Erstveröffentlichung: 10. Mai 2008 mit Mitchel Musso           |
| 2009          | All the Way Up All the Right Wrongs                                                                        | — | — | — | Erstveröffentlichung: 14. August 2009                          |
| 2009          | Run, Rudolph, Run –                                                                                        | — | — | — | Erstveröffentlichung: 1. Dezember 2009                         |
| 2010          | You Are the Only One All the Right Wrongs                                                                  | — | — | — | Erstveröffentlichung: 27. Februar 2010                         |
| 2010          | Let’s Be Friends Fight or Flight                                                                           | DE67 (5 Wo.)DE | — | — | Erstveröffentlichung: 8. Juni 2010                             |
| 2011          | Lovesick Fight or Flight                                                                                   | — | UK57 (2 Wo.)UK | — | Erstveröffentlichung: 4. Februar 2011                          |
| 2011          | Hush – | — | — | — | Erstveröffentlichung: 10. Mai 2011 mit Josh Ramsay             |
| 2011          | Drift – | — | — | — | Erstveröffentlichung: 12. Juli 2011                            |
| als Bluebiird | | | | |                                                                |
|               | | | | |                                                                |
| 2019          | Black Coffee Morning When I Loved You                                                                      | — | — | — | Erstveröffentlichung: 8. März 2019                             |
| 2019          | Sailor When I Loved You                                                                                    | — | — | — | Erstveröffentlichung: 26. April 2019                           |
| 2019          | Good Girl When I Loved You                                                                                 | — | — | — | Erstveröffentlichung: 21. Juni 2019                            |
| 2020          | I Say a Little Prayer –                                                                                    | — | — | — | Erstveröffentlichung: 2. Oktober 2020 Original: Dionne Warwick |

### Als Gastsängerin
| Jahr | Titel Album                          | Anmerkungen                                                            |
| ---- | ------------------------------------ | ---------------------------------------------------------------------- |
| 2010 | I Feel the Earth Move King for a Day | Erstveröffentlichung: 23. Februar 2010 Micky Dolenz feat. Emily Osment |
| 2022 | Asteroid Belt –                      | Erstveröffentlichung: 18. November 2022 Tio feat. Bluebiird            |

## Musikvideos
| Jahr | Titel                  | Regisseur(e)     |
| ---- | ---------------------- | ---------------- |
| 2007 | I Don’t Think About It |                  |
| 2008 | If I Didn’t Have You   |                  |
| 2008 | Once Upon a Dream      |                  |
| 2009 | Hero in Me             |                  |
| 2009 | All the Way Up         | Roman White      |
| 2010 | You Are the Only One   | Aaron A Bertrand |
| 2010 | Let’s Be Friends       | Luga Podesta     |
| 2011 | Lovesick               | Daniel Campos    |
| 2014 | In Case of Fire        |                  |

## Sonderveröffentlichungen
| Jahr | Titel Album                          | Anmerkungen                                                                                   |
| ---- | ------------------------------------ | --------------------------------------------------------------------------------------------- |
| 2007 | You’ve Got a Friend Home at Last     | Erstveröffentlichung: 17. Juli 2007 Billy Ray Cyrus feat. Emily Osment; Original: Carole King |
| 2010 | I Feel the Earth Move King for a Day | Erstveröffentlichung: 31. August 2010 Micky Dolenz feat. Emily Osment                         |

| Jahr | Titel Album                             | Anmerkungen                                                                  |
| ---- | --------------------------------------- | ---------------------------------------------------------------------------- |
| 2008 | If I Didn’t Have You Disneymania 6      | Erstveröffentlichung: 20. Mai 2008 mit Mitchel Musso                         |
| 2008 | Once Upon a Dream Princess Disney Mania | Erstveröffentlichung: 30. September 2008 Original: Mary Costa & Bill Shirley |
| 2009 | Hero in Me Disney Channel Playlist      | Erstveröffentlichung: 9. Juni 2009                                           |

| Jahr | Titel Album                                                                                                | Anmerkungen                                                                                     |
| ---- | --- | ----------------------------------------------------------------------------------------------- |
| 2007 | I Don’t Think About It R. L. Stine’s Und wieder schlägt die Geisterstunde: Das Monster, das ich rief (DVD) | Erstveröffentlichung: 4. September 2007                                                         |
| 2007 | Don’t Ya Just Love Christmas Holidaze: The Christmas That Almost Didn’t Happen (DVD)                       | Erstveröffentlichung: 30. Oktober 2007 mit John Batdorf, Carmel Eccols, Rob Giles & Brenda Song |
| 2007 | Spring Holidaze: The Christmas That Almost Didn’t Happen (DVD)                                             | Erstveröffentlichung: 30. Oktober 2007 mit Brenda Song                                          |
| 2010 | Wherever I Go Hannah Montana Forever                                                                       | Erstveröffentlichung: 15. Oktober 2010 mit Hannah Montana                                       |

## Promoveröffentlichungen
| Jahr | Titel Album                       | Anmerkungen                |
| ---- | --------------------------------- | -------------------------- |
| 2011 | All the Boys Want Fight or Flight | Erstveröffentlichung: 2011 |

## Statistik

### Chartauswertung
|                     | DE    | UK    | US    |
| ------------------- | ----- | ----- | ----- |
| Nummer-eins-Alben   | DE—DE | UK—UK | US—US |
| Top-10-Alben        | DE—DE | UK—UK | US—US |
| Alben in den Charts | DE—DE | UK—UK | US2US |

|                       | DE    | UK    | US    |
| --------------------- | ----- | ----- | ----- |
| Nummer-eins-Singles   | DE—DE | UK—UK | US—US |
| Top-10-Singles        | DE—DE | UK—UK | US—US |
| Singles in den Charts | DE1DE | UK1UK | US—US |